# Protetorado da Costa do Níger
O Protetorado Costa do Níger foi um protetorado Britânico na área Rio do Óleo da Nigéria dos dias atuais, originalmente estabelecido como Protetorado dos Rios do Óleo (Oil Rivers) em 1891 e confirmado na Conferência de Berlim no ano seguinte, renomeado em 12 de maio de 1893, e se fundiu com os territórios da Royal Niger Company em 1 de Janeiro de 1900 para formar a colônia do Sul da Nigéria.

## Selo postal e história postal

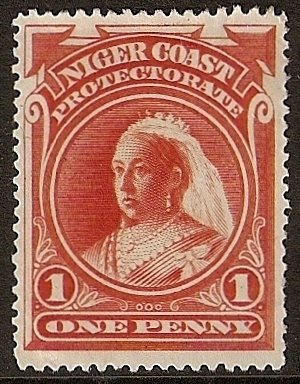
Rainha Vitória em um selo do Protetorado Costa do Níger de 1894.

O principal Correio foi criado em Old Calabar, em Novembro de 1891, sub-escritórios existia em Benin, Bonny, Brass, Opobo, e Warri. 
Inicialmente, os selos da Grã-Bretanha foram utilizados; em julho de 1892 eles foram impressos por cima com "BRITISH / PROTECTORATE / OIL / RIVERS". A necessidade premente de valores meio pêni (moeda) em meados de 1893 resultou em uma variedade de sobretaxas sobre selos de 2d e 2 1/2D. Enquanto a maioria simplesmente lia "HALF/PENNY", com uma barra horizontal para obliterar o valor antigo, algumas foram sobreposta "1/2 d" duas vezes, com a intenção de que sejam bissetriz na diagonal para produzir dois 1 / 2d selos.
A mudança de nome ocorreu justamente quando novos selos estavam sendo preparados, e assim a primeira final do Protetorado Costa do Níger, que caracteriza um retrato de 3/4 da Rainha Victoria, foi inscrito "OIL RIVERS" objetivo obliterado e sobreposto "NIGER COAST". Disponível em novembro 1893, eles foram substituídos a seguir, pode através de  selos em um novo desenho e o registro adequado. Estes selos continuaram durante o resto da existência do protetorado, com uma mudança ao longo a usar o "Crown & CA" marca d'água de 1897